# So Blonde – Zurück auf die Insel
So Blonde – Zurück auf die Insel ist ein von Wizarbox entwickeltes Point-and-Click-Adventure. Veröffentlicht wurde es im März 2010 für den Nintendo DS, die Vermarktung erfolgt durch den Publisher dtp entertainment. Das Adventure ist inhaltlich eine Abwandlung des 2008 erschienenen So Blonde.

## Handlung
Dieses Mal lässt die Geschichte, erneut geschrieben von Steve Ince, Sunny die dunkle Seite der Vergessenen Insel erkunden. Wieder beginnt die Geschichte mit einer Kreuzfahrt, während der Sunny auf dem Weg nach Bermuda über Bord geht und in einem Rettungsboot an die Küste einer Insel gespült wird. Im Original ist dies ein Teil der Insel, in dem sie zunächst freundlichen, ihr gewogenen Inselbewohnern begegnet – in Zurück auf die Insel landet sie in einem anderen, düsteren Küstenabschnitt voller bedrohlicher Piraten. Die Handlungsstränge der Spiele überschneiden sich stark, jedoch verfügt Zurück auf die Insel auch über eigenständige Handlungselemente und gegenüber dem Original neue NPCs.

## Spielprinzip und Technik
Die Steuerung beider Versionen ist an die Wii-Fernbedienung, Nunchuk und DS-Touchpen angepasst.

## Produktionsnotizen
Angekündigt wurde das Spiel auf der Leipziger Games Convention 2008. Es erschien im März 2010 für den Nintendo DS und Wii.

## Rezeption
Die Durchschnittswertung deutschsprachiger Magazine (PC-Version) wurde bei critify.de basierend auf 27 Bewertungen mit 73 Prozent angegeben.